# RCA Championships 2005
RCA Championships 2005 — тенісний турнір, що проходив на кортах з твердим покриттям у місті Indianapolis, Indiana, USA з 18 липня. Належав до категорії ATP International Series. Був турніром серії Indianapolis Tennis Championships 2005 року.

## Фінальна частина

### Одиночний розряд
Роббі Джінепрі —  Тейлор Дент 4–6, 6–3, 3–0 ret.

### Парний розряд
Пол Генлі /  Грейдон Олівер —  Сімон Аспелін /  Тодд Перрі 6–2, 3-1 ret.